# Amastus picata
Amastus picata är en fjärilsart som beskrevs av Rothschild 1910. Amastus picata ingår i släktet Amastus och familjen björnspinnare. Inga underarter finns listade i Catalogue of Life.